# Jiří Veselý
Jiří Veselý (Příbram, 10 de juliol de 1993) és un tennista professional txec.
En el seu palmarès consten dos títols individuals i dos de dobles masculins, que li van permetre arribar al 35è i 94è lloc respectivament.

## Biografia
Fill de Jiri i Irena, té dues germanes anomenades Aneta i Natalie. Quan tenia dos anys, es va traslladar amb la seva família a Wolfsburg i Gottingen (Alemanya) durant deu anys perquè el seu pare va treballar en aquestes localitats com a entrenador de tennis.
Es va casar amb Denisa i van tenir dos fills anomenats Sofie i Patrik.

## Palmarès

### Individual: 4 (2−2)
| Llegenda                          |
| --------------------------------- |
| Grand Slams (0−0)                 |
| ATP Finals (0−0)                  |
| ATP World Tour Masters 1000 (0−0) |
| ATP World Tour 500 (0–1)          |
| ATP World Tour 250 (2–1)          |

| Títols per superfície |
| --------------------- |
| Dura (2–1)            |
| Gespa (0−0)           |
| Terra batuda (0–1)    |

| Resultat  | Núm. | Data                 | Torneig                    | Superfície   | Oponent                | Marcador         |
| --------- | ---- | -------------------- | -------------------------- | ------------ | ---------------------- | ---------------- |
| Guanyador | 1.   | 17 de gener de 2015  | Auckland, Nova Zelanda     | Dura         | Adrian Mannarino       | 6–3, 6–2         |
| Finalista | 1.   | 26 d'abril de 2015   | Bucarest, Romania          | Terra batuda | Guillermo García López | 6–7(5), 6–7(11)  |
| Guanyador | 2.   | 9 de febrer de 2020  | Poona, Índia               | Dura         | Egor Gerasimov         | 7–6(2), 5–7, 6–3 |
| Finalista | 2.   | 26 de febrer de 2022 | Dubai, Emirats Àrabs Units | Dura         | Andrei Rubliov         | 3−6, 4−6         |

### Dobles masculins: 3 (2−1)
| Llegenda                          |
| --------------------------------- |
| Grand Slams (0−0)                 |
| ATP Finals (0−0)                  |
| ATP World Tour Masters 1000 (0−0) |
| ATP World Tour 500 (0−0)          |
| ATP World Tour 250 (2–1)          |

| Títols per superfície |
| --------------------- |
| Dura (1–0)            |
| Gespa (0−0)           |
| Terra batuda (1–1)    |

| Resultat  | Núm. | Data                 | Torneig           | Superfície   | Parella          | Oponents                     | Marcador    |
| --------- | ---- | -------------------- | ----------------- | ------------ | ---------------- | ---------------------------- | ----------- |
| Guanyador | 1.   | 19 d'octubre de 2014 | Moscou, Rússia    | Dura (i)     | František Čermák | Sam Groth Chris Guccione     | 7–6(2), 7–5 |
| Guanyador | 2.   | 7 de maig de 2017    | Istanbul, Turquia | Terra batuda | Roman Jebavý     | Tuna Altuna Alessandro Motti | 6–0, 6–0    |
| Finalista | 1.   | 21 de juliol de 2018 | Umag, Croàcia     | Terra batuda | Roman Jebavý     | Robin Haase Matwé Middelkoop | 4–6, 4–6    |

## Trajectòria

### Individual
| Open d'Austràlia | Q1  | A   | 1R    | 1R    | 1R    | 1R    | 2R    | 1R   | A    | 2R    | 1R |    | 1R | 0 / 9     | 2 – 9     |
| Roland Garros | A   | 1R  | 2R    | 1R    | 2R    | 3R    | 1R    | 1R   | 2R   | 1R    | 1R | 1R |    | 0 / 11    | 5 – 11    |
| Wimbledon | A   | Q2  | 3R    | 2R    | 4R    | 2R    | 4R    | 3R   | NC   | 2R    | 3R | 2R |    | 0 / 9     | 16 – 9    |
| US Open | A   | 1R  | 1R    | 3R    | 2R    | 1R    | A     | 1R   | 1R   | 1R    | 1R | 3R |    | 0 / 10    | 5 – 9     |
| Total Victòries−Derrotes                                                                                                   | 0−0 | 0−7 | 16−17 | 24−30 | 21−22 | 24−26 | 16−18 | 9−11 | 12−6 | 10−16 |    |    |    | 137 – 159 | 137 – 159 |
| Rànquing a final d'any | 263 | 85  | 66    | 41    | 55    | 62    | 89    | 105  | 68   | 82    |    |    |    |           |           |
| Llegenda: G: Guanyador; F: Finalista; SF: Semifinalista; QF: Quarts de final; Q: Qualificació; A: Absent; RR: Round Robin; |     |     |       |       |       |       |       |      |      |       |    |    |    |           |           |

### Dobles masculins
| Open d'Austràlia | A   | A   | 1R   | 2R  | 1R   | 1R  | A   | A   | 1R  | 1R | 0 / 6   | 1 – 6   |
| Roland Garros | A   | A   | 2R   | 1R  | 3R   | 1R  | A   | 1R  | A   | 1R | 0 / 6   | 3 – 6   |
| Wimbledon | Q2  | 2R  | 1R   | A   | 1R   | A   | A   | NC  | 1R  | A  | 0 / 4   | 1 – 4   |
| US Open | 2R  | 2R  | 2R   | A   | 1R   | A   | A   | A   | A   | 1R | 0 / 4   | 3 – 4   |
| Total Victòries−Derrotes                                                                                                   | 1−1 | 7−4 | 7−16 | 4−7 | 9−12 | 6−6 | 0−2 | 0−2 | 3−9 |    | 39 – 66 | 39 – 66 |
| Rànquing a final d'any | 305 | 123 | 181  | 184 | 135  | 177 | 584 | 651 | 342 |    |         |         |
| Llegenda: G: Guanyador; F: Finalista; SF: Semifinalista; QF: Quarts de final; Q: Qualificació; A: Absent; RR: Round Robin; |     |     |      |     |      |     |     |     |     |    |         |         |

## Guardons
- ITF Junior World Champion (2011)
- ATP Star of Tomorrow (2013)